# Yemen en los Juegos Olímpicos de Londres 2012
Yemen estuvo representado en los Juegos Olímpicos de Londres 2012 por cuatro deportistas, tres hombres y una mujer, que compitieron en tres deportes.
El portador de la bandera en la ceremonia de apertura fue el practicante de taekwondo Tamim Al-Kubati. El equipo olímpico yemení no obtuvo ninguna medalla en estos Juegos.